# Vivianiaceae
A família Vivianiaceae  pertence a divisão Magnoliophyta (Angiospermas) que compreende plantas espermatófitas que possuem sementes protegida por uma estrutura chamada fruto, e também flores. São plantas herbáceas ou arbustivas, nativas da América do Sul. Dentro dessa divisão está a ordem Geraniales que é dividida em três famílias segundo a  classificação filogenética APG III (2009):
- família Geraniaceae Juss. (1789) (incluindo Hypseocharitaceae Wedd.)
- família Melianthaceae Horan. (1834) (incluindo Francoaceae A.Juss.)
- família Vivianiaceae Klotzsch (incluindo Ledocarpaceae Meyen)

Atualmente essa família foi incluída na família Francoaceae segundo a classificação filogenética APG IV (2016).
As Vivianiaceae são dicotiledôneas - o embrião dessas plantas possuem dois cotilédones-, são endêmica da América do Sul, apresentando quatro gêneros e seis espécies, sendo que duas espécies do gênero Viviania ocorrem no Brasil.

## Morfologia
São ervas ou arbustos anuais ou perenes, que apresentam inflorescência axial ou terminal, em forma de cimeiras. Suas folhas são simples, opostas, decussada (disposta de forma que às folhas de um nó forme um ângulo reto com as folhas do nó seguinte), podem ser pecioladas a sésseis e sem estipulas. Possui flores bissexuais, tetrâmeras (raramente) ou pentâmeras, são actinomorfas (apresentam simetria radial), suas pétalas são separadas (dialipétalas), possuem glândula nectarífera,  o cálice está disposto em forma valvar em forma de campânula ou sino, possui sépalas unidas entre si (gamossépala). Suas pétalas podem ser rosas, rosas-choque, brancas, amarelas ou violetas. Possuem estames em número igual ou duplo às pétalas, suas anteras são rimosas e possui ovário súpero com dois a três lóculos. Sua sementes são esféricas a obovoides e seu embrião é verde e curvo com endosperma abundante.
A diferenciação morfológica entre Geraniaceae e Vivianiaceae se dá pelo número de carpelos que são três em Vivianiaceae e cinco em Geraniaceae; e pelo tipo de fruto, que é em forma de cápsula em Vivianiaceae e esquizocarpo com deiscência elástica em Geraniaceae.

## Diversidade Taxonômica
São pertencentes a família Vivianiaceae os seguintes gêneros  , sendo que Caesarea e Viviania são considerados como sinônimos.
- Araeoandra Lefor,
- Caesarea Cambess.,
- Cissarobryon Poepp.
- Viviania Cav

## Distribuição
Vivianiaceae constitui uma família endêmica da América do Sul, sendo encontrada na Argentina, Uruguai, Brasil e Chile, sendo esse último onde se encontra a maior concentração de espécies.

## Distribuição no Brasil

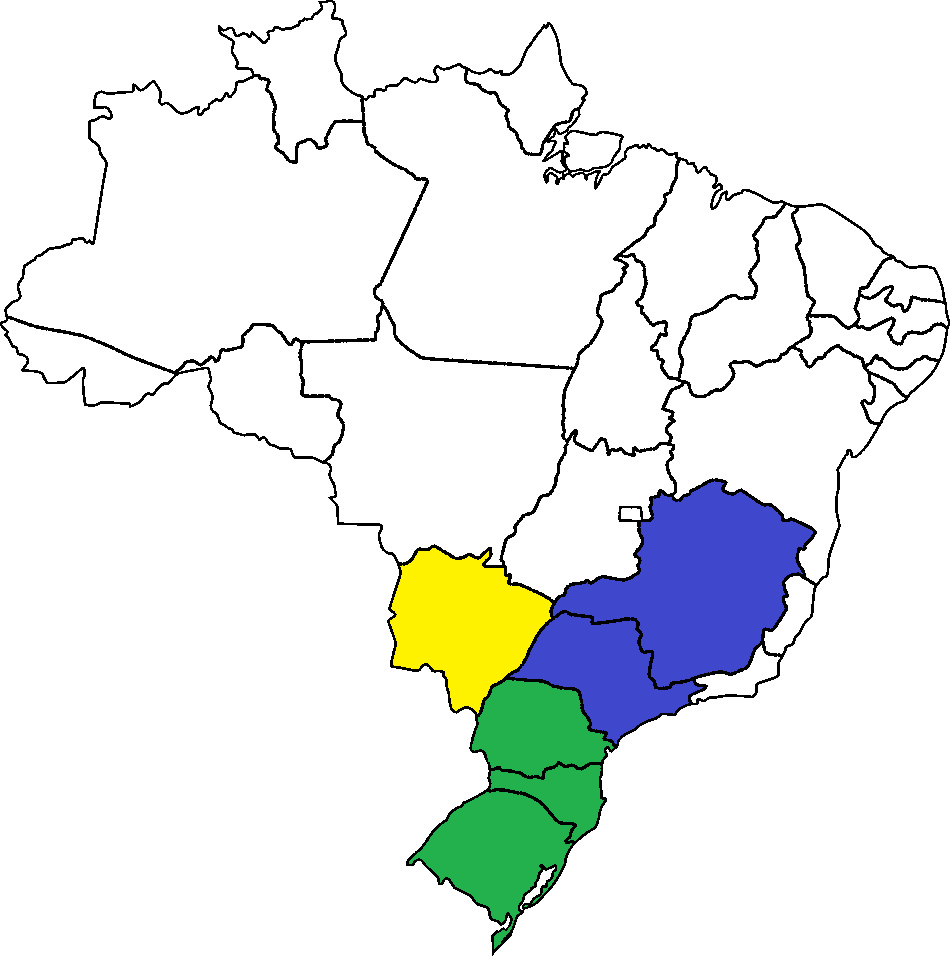
Mapa da distribuição das Vivianiaceae no Brasil.

Apenas um gênero de Vivianiaceae ocorre  no Brasil, o Viviania Cav. Dentro desse gênero, há duas espécies, Viviania albiflora  (Cambess.) Reiche e Viviania linostigma R.Knuth, esta última é endêmica do país.
A espécie Viviania albiflora está amplamente distribuída nas regiões Centro-Oeste, Sudeste e Sul do Brasil, com ocorrência confirmada respectivamente nos estados de Mato Grosso do Sul, Minas Gerais, São Paulo, Paraná, Rio Grande do Sul e Santa Catarina. Presentes nos domínios fitogeográficos de Cerrado e Mata Atlântica. São encontradas em áreas de vegetação antrópica, campo rupestre, cerrado e floresta ombrófila mista.
Enquanto a espécie Viviania linostigma  ocorre na região Sul do Brasil, abrangendo os estados Rio Grande do Sul e Santa Catarina, sendo presente no Domínio  Fitogeográfico Mata Atlântica. São encontradas em áreas de Floresta Ombrófila Mista.

## Importância
No Chile e na Argentina os brotos secos de Viviania marifolia e espécies de Balbisia são transformados em uma infusão de ervas conhecida como burrito.  As plantas pertencentes às Vivianiaceae podem ser utilizadas como ornamentação.